# 三沙天后宫
26°55′08.86″N 120°12′41.57″E / 26.9191278°N 120.2115472°E
三沙天后宫，位于中国福建省霞浦县三沙镇东沃村，以三沙天后宫碑刻的名义被列为霞浦县级文物保护单位，历史年代为清，类型为石窟寺及石刻，公布时间为2003年11月。
三沙天后宫始建于清朝嘉庆年间，曾两度重修，后于文革时被拆毁，20世纪末重建。